# Кофукудзи (Нагасаки)

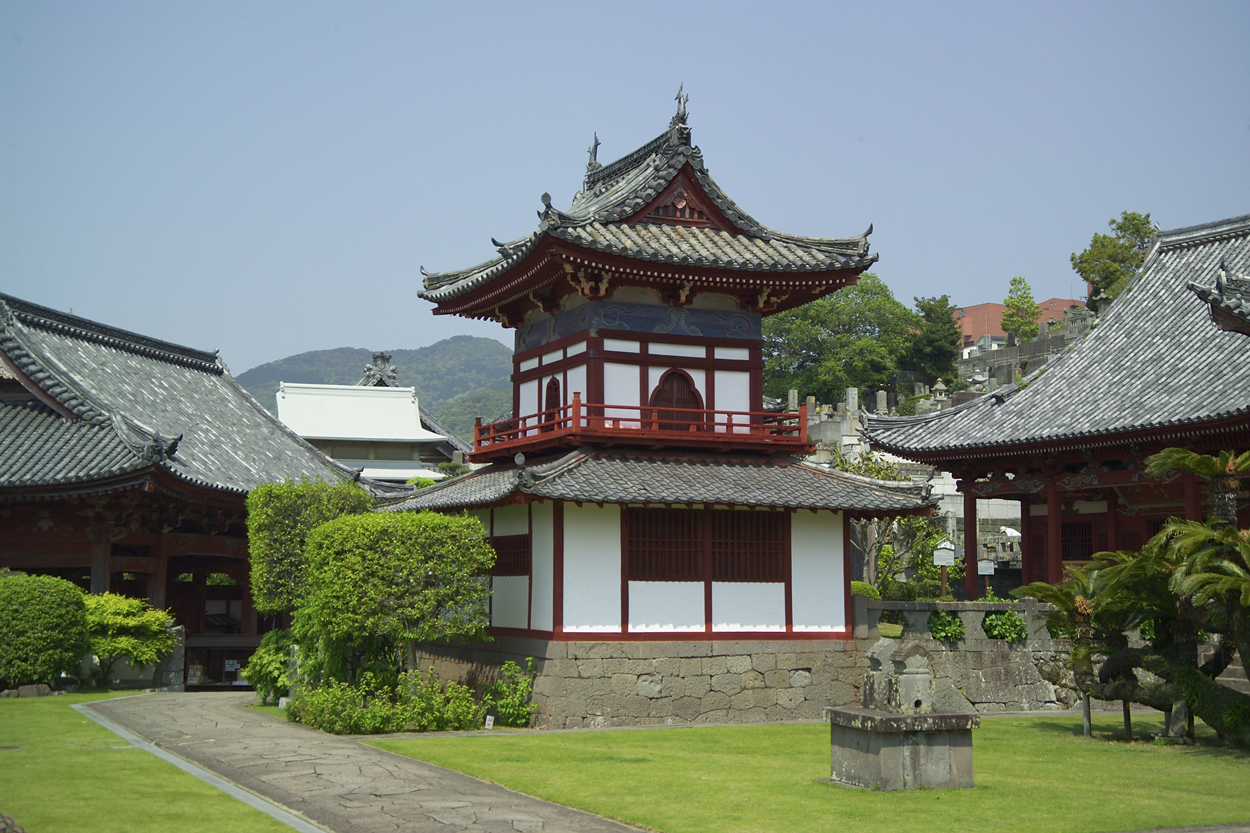
Колокол и башня

Кофукудзи (яп. 興福寺) — буддийский храмовый комплекс школы Обаку, течения дзэн. Старейший буддийский монастырь построенный китайской диаспорой в городе Нагасаки, в Японии. Один из четырёх буддийских «монастырей счастья» Нагасаки.

## История
Кофукудзи — первый буддийский монастырь, построенный в 1624 году китайской диаспорой в Нагасаки.
Еще в 1620 году китайские торговцы обратились к градоначальнику Нагасаки с просьбой разрешить им построить на территории города небольшой монастырь, где китайцы могли бы молиться, прося покровительства у божеств в путешествиях по морю. Их просьба совпала со временем, когда христианство в Японии подверглось гонениям, и правительство Японии оказывало особое покровительство синтоизму и буддизму. Отчасти китайцы обратились с такой просьбой и потому, что чувствовали необходимость доказать свою приверженность буддизму, а не христианству.
Архитектура храмового комплекса выдержана в китайском стиле времен династии Мин.